# Stefan de Kogel
Stefan de Kogel (Nieuwegein, 23 februari 1988) is een Nederlands cabaretier, acteur, zanger en musicalster. Hij speelde onder andere in de musicals Soldaat van Oranje en Jersey Boys, en had de hoofdrol in de musicalproductie De Jantjes.

## Levensloop
De Kogel volgde zanglessen bij Esther Hart, Jimmy Hutchinson, Margot Giselle en Edward Hoepelman. Om zich te ontwikkelen met het acteren volgde hij lessen bij Utrechts centrum voor de Kunsten. 
Hij was in 2007 een tijdje te zien als Jesse de Miranda in Goede tijden, slechte tijden. Een jaar later werd hij teruggevraagd om om die rol weer op te nemen. 
In 2010 behaalde hij zijn examen aan de Frank Sanders Akademie.   De Kogel speelde de hoofdrol in de musical De Jantjes naast Willeke Alberti en verving Rene van Kooten in de musical Jersey Boys van Joop van den Ende theaterproducties. Hij was daarnaast nog te zien in Soldaat van Oranje en verschillende andere musical- en theaterproducties.
Naast zijn werk als musicalartiest, acteur en zanger is hij leadzanger van de Nederpop All Stars een band bestaande uit gevestigde namen uit de Nederpop. Zo speelt hij met  muzikanten uit Het goede doel en Alderliefste en werkte hij samen met o.a. Henk Westbroek, Lois Lane en Erik Mesie (Toontje Lager).

## Carrière

### Theater
- 2004/2005 - Alleen op de wereld - Mattia
- 2005/2006 - Vensters - Quinten - Regie: Oscar de Boer
- 2006/2007 - Gesloten Ogen - Kees
- 2007/2008 - Mojo Baby Yeah - Dr. Evil - Regie: Bas Groenenberg
- 2008/2009 - Schematisch (soloprogramma) - spelbegeleiding: Arent-Jan Linde
- 2010/2011 - Volendam de Musical - Cees
- 2011/2012 - Zangeres zonder naam, de musical - ensemble
- 2012/2013 - De Jantjes - Dolle Dries
- 2013/2014 - Jersey Boys - Knuckles, tevens understudy Tommy DeVito
- 2014 - De Jantjes - Dolle Dries
- 2015 - Heerlijk Duurt het Langst - Wim
- 2015/2016 - Het Meisje Met Het Rode Haar - Frans en understudy Hugo
- 2016 - Soldaat van Oranje - ensemble en understudy Chris
- 2017/2018/2019/2020/2021 - Nederpop All Stars - leadzanger
- 2021/2022 - Tina: de Tina Turner musical - Erwin Bach
- 2023/2024 - Mamma Mia! - alternate Sam Machielse
- 2024 - Soldaat van Oranje - Anton Roover en Understudy Erik
- 2024/2025 - Onze Jordaan - Theo
- 2025/2026 - Hairspray - Corny Collins

### Televisie
- 2004 - FF moeve - Sander
- 2007, 2008 - Goede tijden, slechte tijden - Jesse de Miranda

### Radio
- De Kogel is te horen geweest op 3FM en op Radio 2 bij Schiffers FM.

## Trivia
- De Kogel is de oudere broer van profvoetballer Leon de Kogel.